# Iosif Păuleț

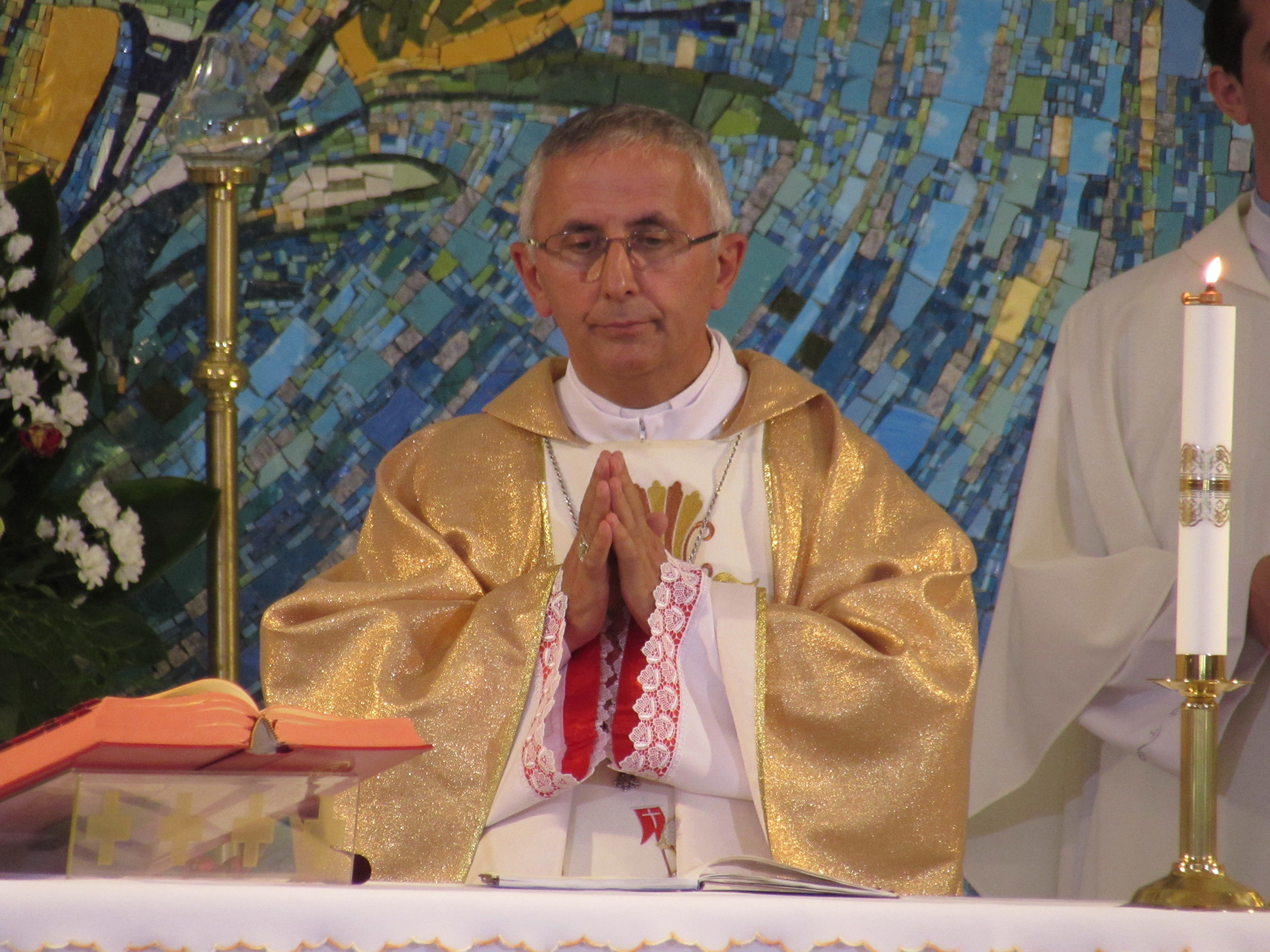
Sfântă Liturghie celebrată de Iosif Păuleț

Iosif Păuleț (n. 17 octombrie 1954, Tămășeni, Regiunea Iași, România) este un cleric romano-catolic care îndeplinește funcția de episcop al Diecezei Romano-Catolice de Iași (din 6 august 2019).

## Biografie
Iosif Păuleț s-a născut la data de 17 octombrie 1954 în satul Tămășeni (atunci în Regiunea Iași). În data de 29 iunie 1979 a fost hirotonit preot în Catedrala Adormirea Maicii Domnului din Iași, de către episcopul Antal Jakab, pe atunci episcop auxiliar al Diecezei de Alba Iulia.
Acesta a fost vicar parohial la Oțeleni (1 august 1979 - 1 octombrie 1980), Pildești (1 octombrie 1980 - 6 decembrie 1982), Iugani (6 decembrie 1982 - 13 decembrie 1982) și Roman (13 decembrie 1982 - 1 august 1983) și paroh la Schineni (1 august 1983 - 1 martie 1987), Cireșoaia (1 martie 1987 - 1 septembrie 1991), Onești (1 martie 1996 - 31 august 2010) și Suceava (2010-2019). De asemenea, a îndeplinit funcția de decan (protopop) de Trotuș (28 martie 1996 - 31 august 2010) și Bucovina (2010-2019) și a fost director spiritual la Seminarul Teologic romano-catolic din Iași (1 septembrie 1991 - 1 septembrie 1994) și la cel din Bacău (1994-1996). În cadrul Curiei Diecezei de Iași a fost membru al Consiliului Prezbiteral și al Colegiului Consultanților.
Pe 6 iulie 2019 papa Francisc l-a numit episcop de Iași în locul lui Petru Gherghel, care a fost pensionat. Consacrarea episcopală a lui Iosif Păuleț a avut loc în data de 6 august 2019 și a fost celebrată de episcopul Petru Gherghel, asistat de arhiepiscopul Ioan Robu și de episcopul Aurel Percă.

## Legături externe
- Iosif Păuleț, catholic-hierarchy.org